# Gravigny
Gravigny – miejscowość i gmina we Francji, w regionie Normandia, w departamencie Eure.
Według danych na rok 1990 gminę zamieszkiwały 3113 osoby, a gęstość zaludnienia wynosiła 312 osób/km² (wśród 1421 gmin Górnej Normandii Gravigny plasuje się na 73. miejscu pod względem liczby ludności, natomiast pod względem powierzchni na miejscu 351).